# Abu Saleh
Muwaffaq Mustafa Mohammed al-Karmoush (Irak, 1 de febrero de 1973- noviembre de 2015), conocido por su kunya Abu Saleh al-Afri, fue un inversionista iraquí, quién era uno de los principales patrocinadores del grupo terrorista Estado Islámico.

## Historia
Abu Saleh nació el 1 de febrero de 1973 en Irak.

### Sanciones de EE.UU.
El 29 de septiembre de 2015, Saleh fue sancionado por el Departamento del Tesoro de los Estados Unidos. De acuerdo al Tesoro, ''él supervisó los asuntos financieros de ISIS, incluyendo el pago de salarios. Previamente había supervisado los asuntos militares de ISIS, y ejerció como uno de los principales agentes financieros de Al Qaeda."

## Muerte
El 10 de diciembre de 2015, se reportó que Saleh había fallecido producto de un ataque aéreo estadounidense. La fecha del ataque aéreo fue descrita como ''en las últimas semanas''. Otros reportes dijeron que el ataque tomó lugar en noviembre de 2015.
El coronel estadounidense Steve Warren, quién había sido el portavoz militar en Bagdad, le describió tan "uno de los miembros más veteranos y experimentados de la rama financiera del Estado Islámico" y "un miembro legado de Al Qaeda".
Además, el coronel Warren consideró a Salah como "uno de los miembros más veteranos y experimentados" de la red financiera del grupo militante. También dijo que "matarlo a él a sus predecesores agota el conocimiento y talento necesario para coordinar la financiación dentro de la organización".